# Pacific Star
La Pacific Star (Étoile du Pacifique) est une des 8 étoiles de campagnes de la Seconde Guerre mondiale. Il s'agit d'une décoration militaire britannique décernée aux soldats du Royaume-Uni et du Commonwealth of Nations (plus rarement aux étrangers).

## Conditions d'attributions
Cette décoration est décernée en reconnaissance du service opérationnel du récipiendaire durant la Seconde Guerre mondiale (1939-1945) entre le 8 décembre 1941 et le 15 aout 1945. Les conditions d'attributions dépendent de la branche d'armée (Air Force, Navy, Army...) dans laquelle le récipiendaire a servi.
Cette médaille est attribuée sans conditions de durée en cas de blessure, de décès et pour les prisonniers de guerre ainsi que pour ceux qui ont reçu une citation (Mentioned in Despatch) ou une décoration pour conduite valeureuse ou extraordinaire au feu (Victoria Cross, Distinguished Service Order, Military Cross, Military Medal, etc.).

## Aspect de la Décoration

### Description
La décoration "Pacific Star" est une étoile en bronze de 44 mm de hauteur et de 38 mm de largeur. L'étoile possède six branches avec en son centre les initiales du roi George VI, surmontées de la couronne royale, et entourées de la légende : THE PACIFIC STAR. Au revers, le nom du récipiendaire peut y être apposé (plus rarement) ainsi que son matricule.

### Ruban
Le ruban est réputé pour avoir été créé par George VI. La jungle est représentée par du vert foncé, les plages par des bandes du jaune. La Royal Navy (et la Merchant Navy), l'Army, et la Royal Air Force sont représentées par des stries bleu foncé, rouge et bleu pâle. Dans le cas de la réception de l'agrafe "Burma", le ruban est complété en son centre par une rosette d'argent.

## Particularités
Cette décoration est la cinquième dans une série de décorations qui partagent la même forme d'étoile mais dont la légende et les rubans diffèrent, à savoir : 1939-45 Star, Atlantic Star (en), Air Crew Europe Star, Africa Star, Pacific Star, Burma Star, Italy Star et France and Germany Star.